# Saint-Avertin
Saint-Avertin település Franciaországban, Indre-et-Loire megyében. Lakosainak száma 15 075 fő (2022. január 1.). Saint-Avertin Chambray-lès-Tours, Larçay, Saint-Pierre-des-Corps és Tours községekkel határos.

## Népesség
A település népessége az elmúlt években az alábbi módon változott:
| Lakosok száma | 7415 | 10 115 | 12 187 | 13 931 | 14 893 | 14 954 | 15 025 | 14 995 | 15 075 | 15 075 |
|               | 1968 | 1982   | 1990   | 2006   | 2013   | 2015   | 2017   | 2019   | 2020   | 2022   |